# Saint-Martin-Labouval
Saint-Martin-Labouval là một xã thuộc tỉnh Lot tây nam Pháp. Xã có diện tích 13,49 kilômét vuông, dân số theo điều tra năm 1999 là 179 người. Khu vực này có độ cao trung bình 146 mét trên mực nước biển.